# Académie des beaux-arts
L'Académie des beaux-arts di Parigi venne creata nel 1803. Fu l'erede dell'Académie royale de peinture et de sculpture (1648), de l'Académie de musique (1669) e dell'Académie royale d'architecture (1671).

## Storia
La rivoluzione francese soppresse tutte le accademie esistenti ed aveva creato, in seno all'Institut de France, tre sezioni di cui una di letteratura e belle arti, con otto indirizzi (grammatica, lingue antiche, poesia, antichità e monumenti, pittura, scultura, architettura, musica e declamazione). L'ordinanza dei consoli del 3 brumaio dell'anno XI (1803) divise questa classe in tre nuovi indirizzi e una di queste venne denominata belle arti. Ciò costituì la base della nuova Accademia nata nel 1816.
A seguito della legge sulla ricerca del 2006, l'Académie des beaux-arts rimane un ente morale di diritto pubblico a statuto speciale. L'Académie prevede 56 seggi ma soltanto 46 membri ne facevano parte al 13 ottobre del 2020. Di questi 7 erano donne.

## Sezioni
L'Académie è divisa in otto sezioni:
- I: Pittura
- II: Scultura
- III: Architettura
- IV: Incisione
- V:  Composizione musicale
- VI: Membri liberi
- VII: Creazione artistica nel cinema e nell'audiovisivo (sezione creata nel 1985)
- VIII: Fotografia (sezione creata nel 2005)